# Église Saint-Martin de Fixin
Pour les articles homonymes, voir Église Saint-Martin.
L'église Saint-Martin de Fixin est une église des XIIe et XVe siècles à Fixin en Côte-d'Or en Bourgogne-Franche-Comté, consacrée à saint Martin.

## Historique
En 1172, l’église Saint-Martin est édifiée à Fixin sur la route des Grands Crus, au milieu du vignoble de Bourgogne.
En 1453, elle est remaniée et reconstruite et protégée plus tard par un « clocher-tour » de couleur rose porphyre recouvert de tuiles vernissées de Bourgogne.

## Protection
L'église Saint-Martin est inscrite aux monuments historiques depuis le 23 juin 1947.

## Galerie de photos

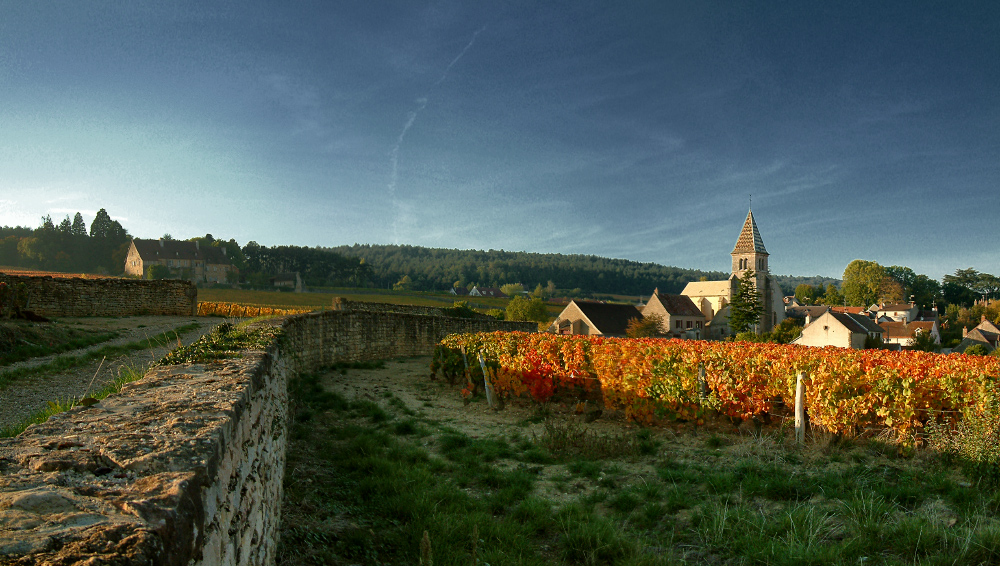
Église Saint-Martin dans le vignoble de Bourgogne
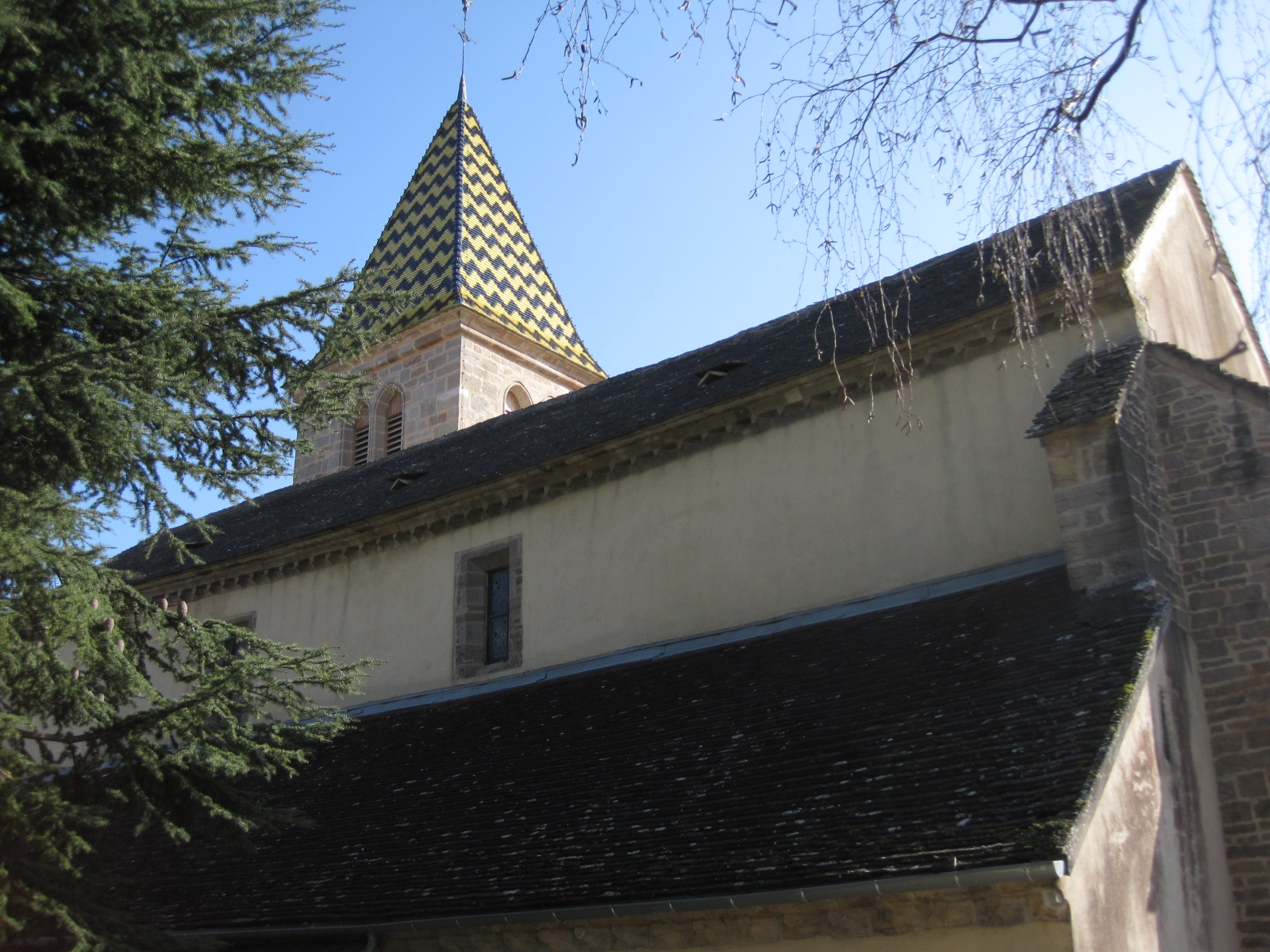
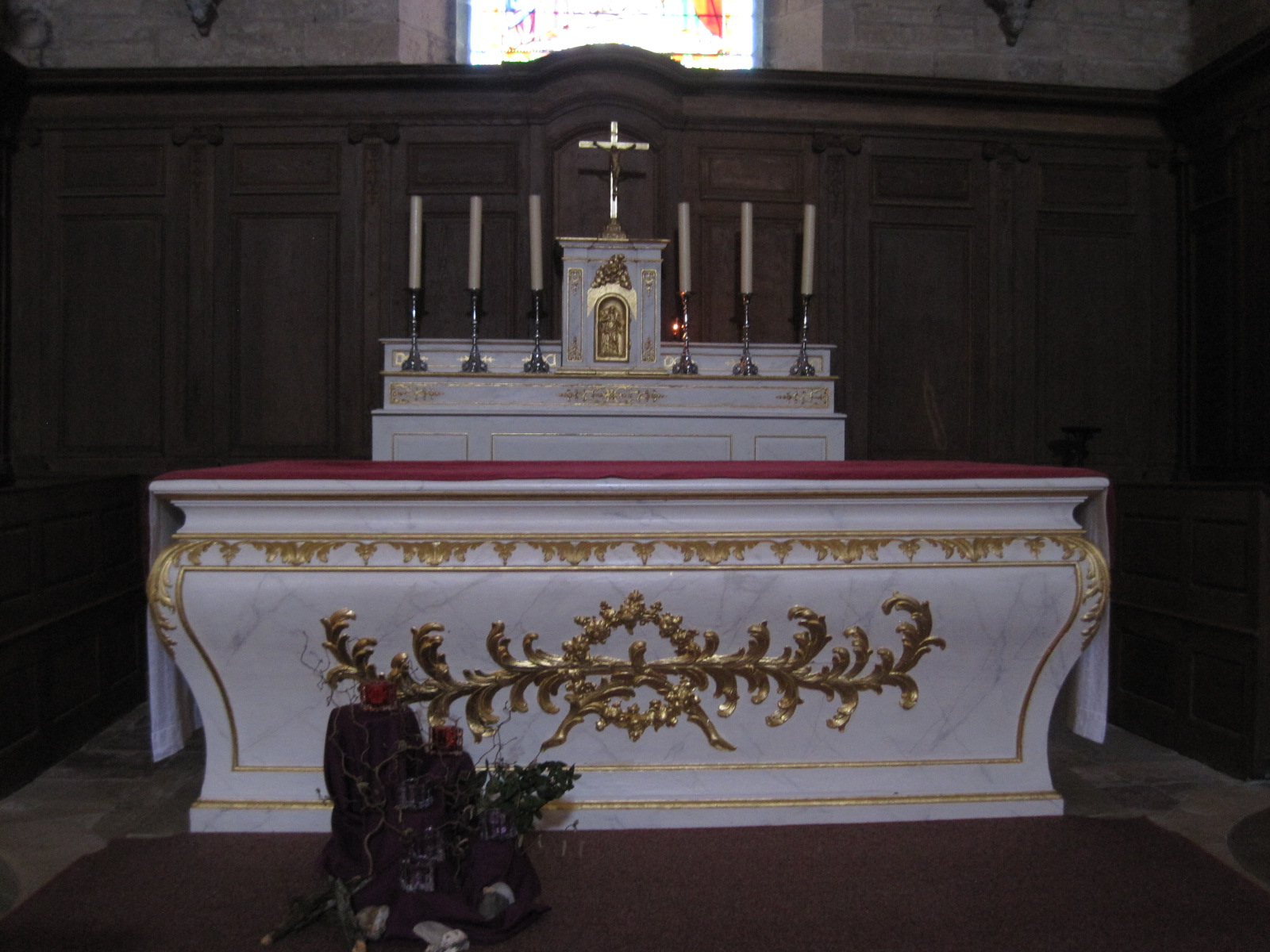
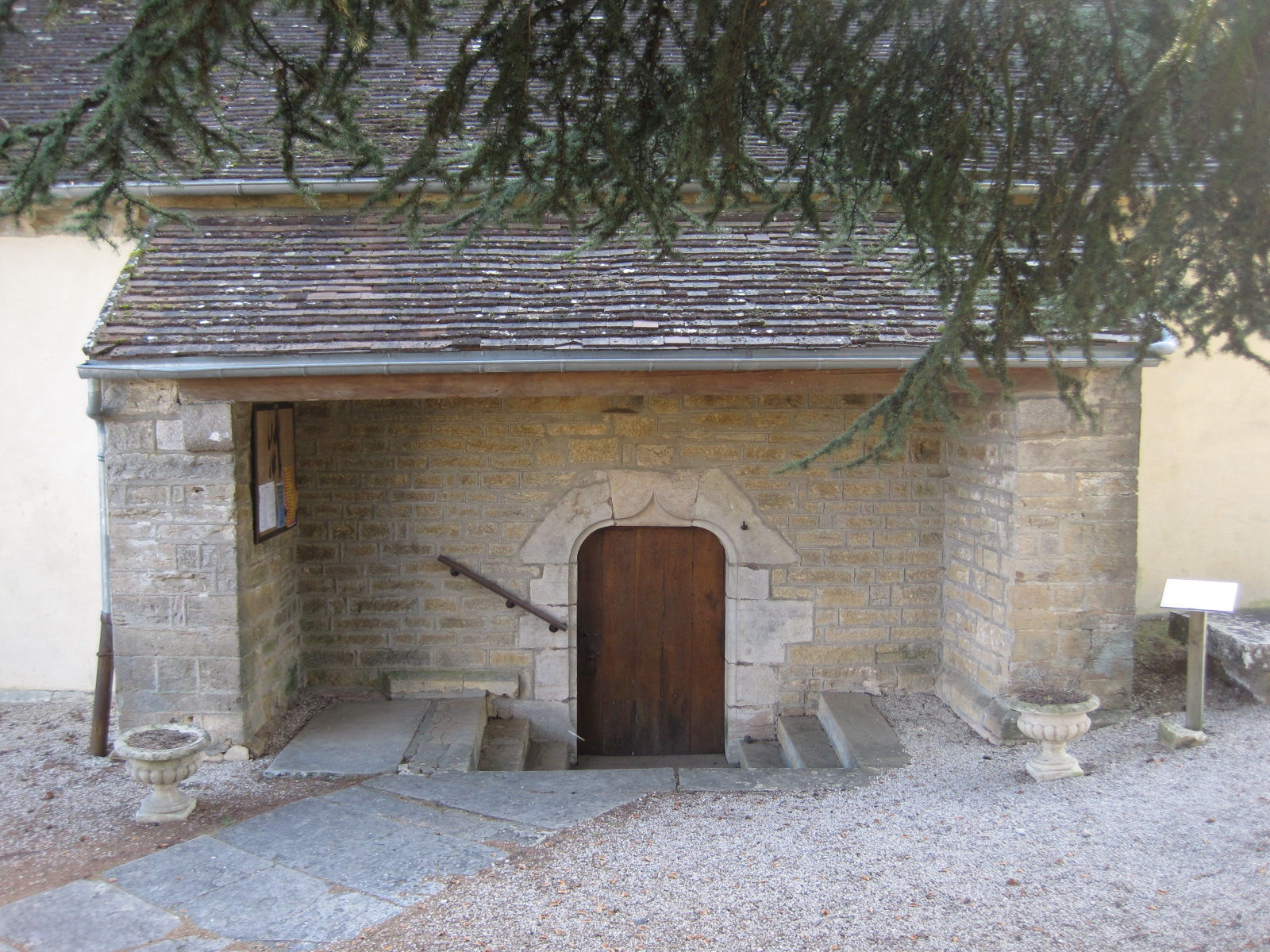
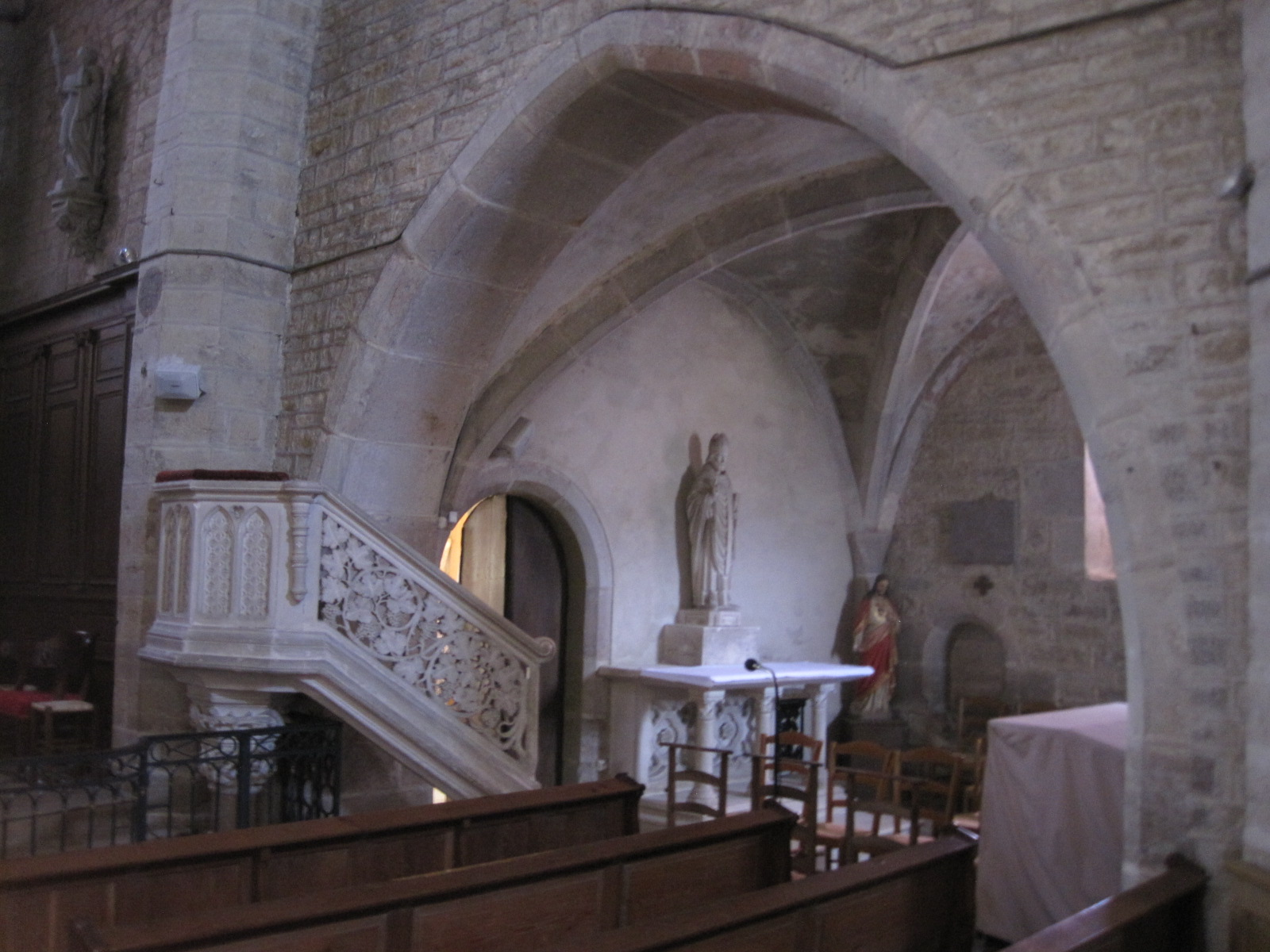
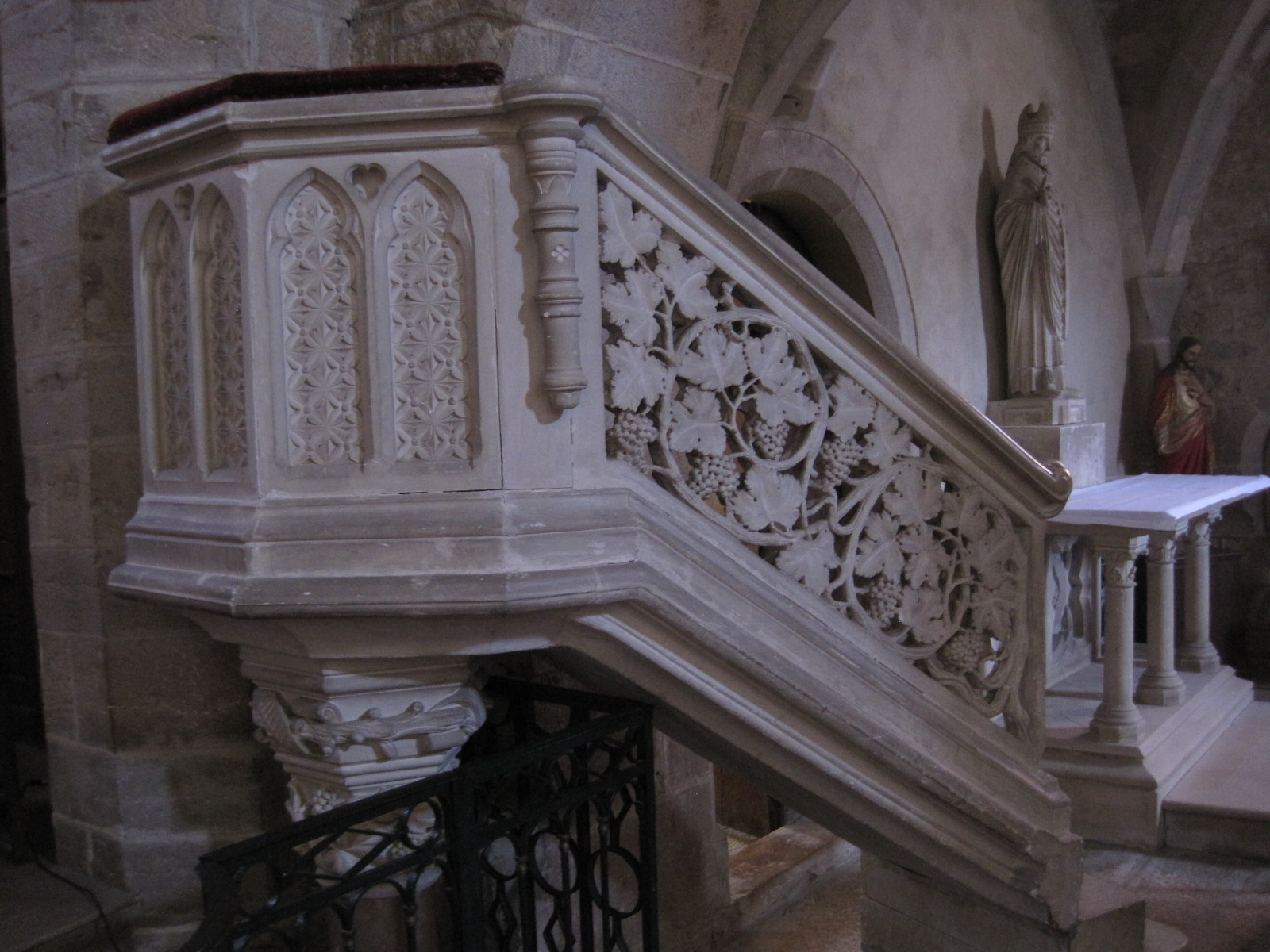